# ナランハ
株式会社ナランハ (NARANJA Inc.) は、ジャグリング道具の販売店「ジャグリングショップ ナランハ」、「バルーンショップ ナランハ」、および、「バーツール・ナランハ」を運営する会社。

## 沿革
1998年3月に中嶋潤一郎が東京大学博士課程在学中に創業、東京都目黒区より板橋区に移転、1999年6月に法人化。2001年10月にメールマガジンの発行を開始し、2003年にはバルーンショップ ナランハ、2004年にはバー・ツール ナランハを開業し、徐々に事業を拡大していく。また2003年に、有限会社から株式会社に組織変更した。

## 本店・本社
- 東京都板橋区板橋 1-53-10-1E

## 代表者
- 代表取締役社長　中嶋潤一郎